# Novoaltaisk
Novoaltaisk (în rusă: Новоалтайск) este un oraș din Regiunea Altai, Federația Rusă și are o populație de 60.015 locuitori.
1. ↑  Federalnîi zakon ot 09.03.2016 № 57-FZ[*] Verificați valoarea |titlelink= (ajutor)